# Charles Ier de La Vieuville
Pour les articles homonymes, voir La Vieuville (homonymie).

Charles Ier de la Vieuville par Gilles Guérin

Charles de La Vieuville est un seigneur français né en 1583 et mort le 2 janvier 1653 à Paris. Fils aîné de Robert de La Vieuville et de sa seconde femme Catherine d'O, il s'éleva aux plus hautes charges et vit, tour à tour, sa fortune chanceler puis se redresser, pendant les dernières années de sa vie.

## Biographie
En 1609, il obtint de succéder avec joie à son père comme grand fauconnier de France par survivance, charge qu'il occupe peu de temps avant qu'André de Divonne ne fût pourvu de la charge en 1612.
Vers 1616, lieutenant-général en Champagne et Rethélois, capitaine de la première compagnie de la garde écossaise du roi Louis XIII, maître d’hôtel du duc de Nevers.
Le 31 décembre 1619, il est fait chevalier des ordres du roi. En 1622, il occupe la charge de maréchal de camp sous le duc d'Angoulême, dans un corps de troupe de 10 000 hommes à pied et 800 chevaux. Il conduisit cette armée jusqu'aux environs de Lyon, pendant le siège de Montpellier où il se rendit pour recevoir les ordres du roi sur la marche de ces troupes.
Le 11 janvier 1623, il fut nommé Surintendant des finances à la place de Henri de Schomberg. Michaud, dans sa biographie, indique que Charles de La Vieuville fut fait Surintendant des finances grâce à la haute capacité financière de son beau-père Vincent Bouhier. En effet, celui-ci conseiller du roi en ses conseils d'État et privé, trésorier de son épargne, intendant de l'ordre du Saint-Esprit en 1599, prit parti pour Henri IV et parvint à de très hautes fonctions qui lui permirent d'acquérir une grande fortune. Par son mariage, il devint également le beau-frère de Louis II de La Trémoille, duc de Noirmoutier.
Le 4 février 1624, il fait disgracier le chancelier Sillery et le marquis de Puisieux son fils, secrétaire d'État, auxquels il était redevable de son poste. Puis il fait entrer alors Richelieu au Conseil du roi. « Mais il abusa de sa situation pour se gorger d'or et se mit tout le monde à dos par ses maladresses ». Ses ennemis réussirent à le faire disgracier. Louis XIII le chassa de la Cour. Tallemant des Réaux raconte que lorsque La Vieuville sortit de Saint-Germain, on lui fit faire un charivari épouvantable par tous les marmitons pour lui jouer, disait-on, un branle de sortie.
Le 13 août 1624 sur ordre de Richelieu, il est emprisonné pour prévarication au château d'Amboise d'où il s'évade en septembre 1625 et se réfugie en Hollande.
Rentré en France en 1626, l'ancien surintendant reprit, malgré ses promesses formelles, le parti de la Fronde. Accusé d'intriguer contre Richelieu, il fut condamné à mort par contumace et dégradé de l'ordre du Saint-Esprit en 1633. Il s'était prudemment réfugié à Bruxelles. Il est alors en disgrâce, et ce jusqu'à la mort de Richelieu et de Louis XIII. Seulement après, le marquis de la Vieuville parvint à se réhabiliter.
Dès le mois de juillet 1643, un arrêt du parlement le réintègre dans ses biens, honneurs et emplois. Dès lors la fortune se retourne pendant les dix dernières années de sa vie. En 1650, il voit ériger en duché, sous le nom de La Vieuville, sa baronnie de Nogent-l'Artaud. L'année suivante, Mazarin, à la prière de la princesse palatine, lui rend la surintendance des finances avec le titre de ministre d'État.
Le 8 septembre 1651, Mazarin le rappela à la cour et il fut une deuxième fois surintendant et ministre d'État, duc et pair de France. Il prit alors des mesures pour le retour de l'argent des financiers et en finir avec la guerre civile. Il dépensa alors le moins possible tout en faisant rentrer plus d'argent : en suspendant de nombreux paiements de gages et de rentes et en anticipant des remboursements (tiers des revenus des tailles...). Il fut aidé dans cette tâche par un groupe de financiers prêts à aider le souverain, ils avancèrent le paiement des taxes directes pour l'année suivante.
Le cardinal de Retz parla de lui comme du « vieux bonhomme La Vieuville ».
Il mourut deux ans plus tard, en fonction, à Paris, le 2 janvier 1653.

## Séjour en Angleterre (1638‑1641)

### Arrivée et installation (1638‑1639)
À la suite de la Journée des Dupes (1630) et de sa disgrâce, Charles de La Vieuville rejoint l’exil de la reine‑mère Marie de Médicis dans les Pays‑Bas espagnols, puis en Angleterre lorsque celle‑ci obtient l’hospitalité de son gendre Charles Ier. Marie de Médicis débarque à l’automne 1638 et fait une entrée solennelle dans la Cité de Londres, événement abondamment illustré par les planches de Jean Puget de La Serre publiées à Londres en 1639 (procession sur Cheapside, réception par le Lord‑maire, etc.),,.

### Réseaux et activités à la cour
Les études récentes consacrées à la cour d’Angleterre sous la « Personal Rule » de Charles Ier identifient, autour de la reine Henriette‑Marie, son épouse et reine consort d'Angleterre, un courant catholique pro‑espagnol hostile à Richelieu. La Vieuville, ancien surintendant des Finances, y figure parmi les gentilshommes français de l’entourage de la reine‑mère ; son expérience financière et ses liens avec les exilés (notamment la duchesse de Chevreuse) le situent au cœur des démarches politiques de ce groupe à Londres entre 1638 et 1641.

### Départ d'Angleterre (1641)
L’hostilité d’une partie du Parlement anglais envers la présence catholique conduit à la fin de l’hospitalité accordée à la reine‑mère et à son entourage. En août 1641, Marie de Médicis quitte la cour de Londres (accompagnée par le comte d’Arundel) pour regagner les Provinces‑Unies, avant de se retirer à Cologne où elle meurt en 1642 ; La Vieuville cesse alors toute activité en Angleterre,.

## Iconographie: portrait « après Van Dyck » (Royal Collection)
Un portrait en pied de Charles de La Vieuville, conservé dans la Royal Collection (RCIN 403944), est décrit par l’institution comme « probablement une copie contemporaine d’un original peint par Anthony van Dyck lors de l’exil du marquis » (Bruxelles/Pays‑Bas espagnols). Toile, huile, 208,4 × 115 cm ; datation vers 1635‑1640.
Le tableau est monté dans un cadre « British School, seconde moitié du XVIIIe siècle » (RCIN 7403944), ce qui confirme son intégration aux accrochages royaux postérieurs à l’époque de Van Dyck.
Contexte visuel du séjour anglais. Les planches de l’Histoire de l’entrée… (Londres, 1639) offrent des vues contemporaines de l’installation de la reine‑mère et de sa suite ; elles constituent les principales images imprimées du passage de La Vieuville à Londres.

## Titres
Seigneur de Chailvet, baron de Rugles, seigneur de Pavant, baron de Nogent-l'Artaud (Aisne - acheté le 29 mai 1621 à Claude et Antoine de BUZ), châtelain de Sy-en-Rethélois, marquis puis, la seigneurie de Nogent-l'Artaud réunie à d'autres domaines fut érigée en duché-pairie sous le nom de la Vieuville par lettres patentes de décembre 1651 au profit de Charles de la Vieuville. Chevalier des Ordres du Roi quand il fut reçu dans l'Ordre du Saint Esprit le 31 décembre 1619.

## Mariage(s) et enfants
- Charles de la Vieuville (Paris, v. 1582 - Paris, 2 janvier 1653), épouse Marie Bouhier de Beaumarchais (née vers 1605-7 juin 1663) le 7 février 1611. Elle est dame de Nogent-l'Artaud, baronne de Saint-Martin de Blois, fille de Vincent Bouhier, seigneur de Beaumarchais, et de Marie Lucrèce Hotman (mariés le 15 juillet 1596, elle-même fille de François Hotman, trésorier de l'épargne)[réf. nécessaire]. Sa sœur Lucrèce[réf. nécessaire] est mariée en premières noces à Louis Ier de La Trémoille, marquis de Noirmoutier (d'où Louis II) et en secondes noces à Nicolas de L'Hospital. De leur union sont nés treize enfants :
  - Vincent, 
 tué au combat du 12 septembre 1643 près de Newburry (Angleterre), étant au service du Roi de Grande-Bretagne. Enterré aux Minimes, place Royale,
  - Charles II,
duc de la Vieuville,
  - Charles-François
 mort à 6 jours, enterré aux Minimes,
  - Henry, 
  abbé de Savigny sur la démission de son frère Charles II, prieur commendataire du prieuré séculier du Grand-Beaulieu-Les-Chartres, Colonel d'un régiment de cavalerie, maréchal de camps des armées du Roi, conseiller d'État es conseil privé, et des finances par lettre du 2 novembre 1651 mort en 1652, de blessures reçues au siège d'Étampes pour le service du Roi). Enterré aux Minimes,
  - Charles-François
 prieur du Grand-Beaulieu-Les-Chartres, abbé de Savigny, de Saint-Martial de Limoges, et de Saint-Laumer de Blois. Il fut conseiller d'État ordinaire, sacré évêque de Rennes le 4 avril 1660. mourut à Paris en janvier 1675. Son corps fut mis en dépôt dans la chapelle dite de la Communion de la paroisse Saint-Paul à Paris.
  - Françoise de Paule
   morte à Oudenarde en Flandres le 30 octobre 1635.
  - Louise
   religieuse carmélite, morte dans le couvent de la rue Chapon à Paris,
  - Lucrèce-Françoise
   mariée à Ambroise-François de Bournonville, duc de Bournonville et pair de France,
  - Marie
   dite la jeune sœur jumelle de Lucrèce-Françoise, morte à Bruxelles,
  - Marie
   morte en bas âge, enterrée aux Minimes,
  - Dorothée
   morte jeune et enterrée aux Minimes,
  - Marie
   abbesse de Notre-Dame de Meaux,
  - Henriette
  religieuse à la Ferté-Milon.

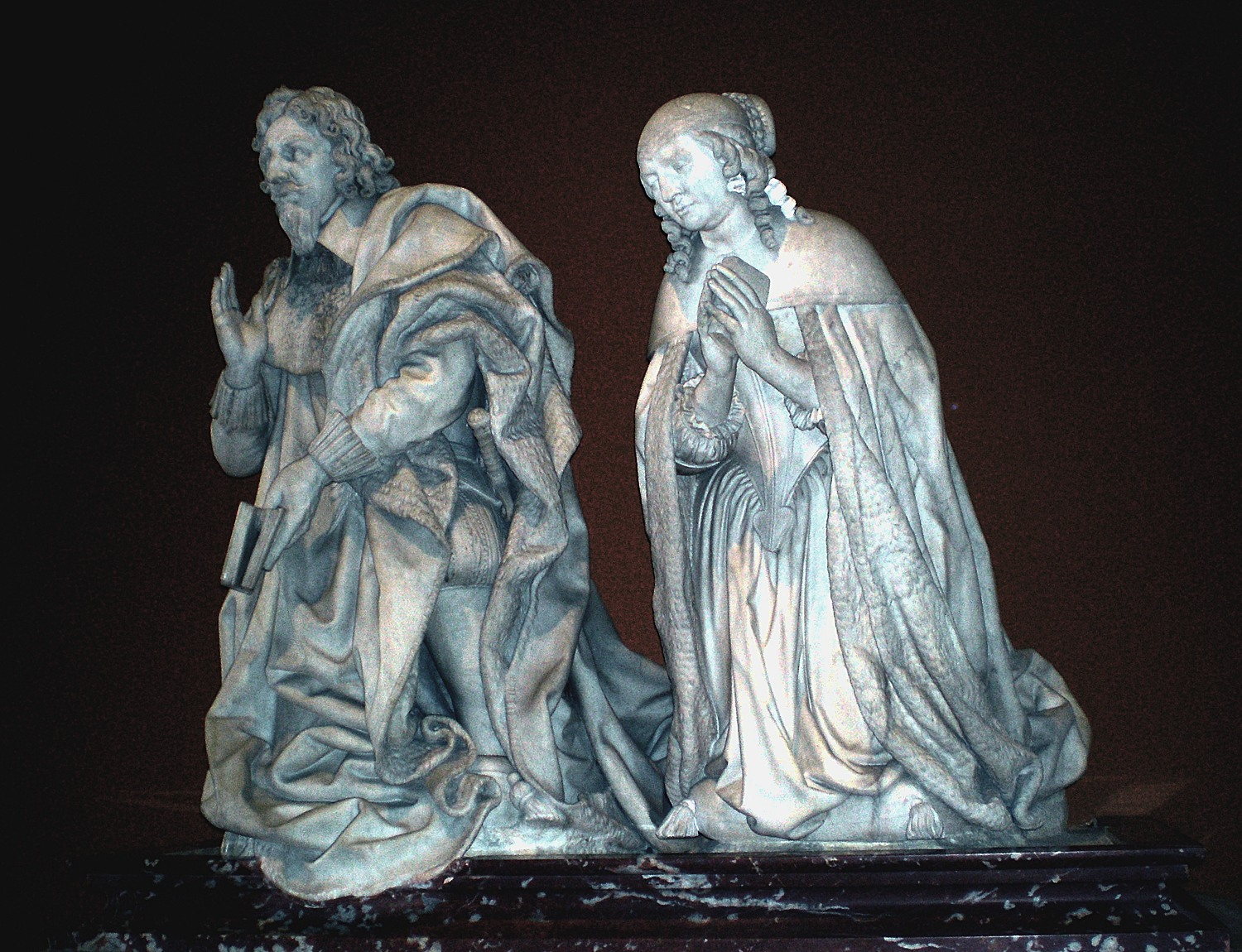
Partie supérieure du tombeau du duc Charles de La Vieuville et de sa femme Marie Bouhier, Paris, musée du Louvre.

Dès mars 1600, on découvre ensemble dans un marché de canons, Robert de La Vieuville caution du marché, et Vincent Bouhier contrôleur général de l'artillerie. Cette rencontre prouve que les deux familles se connaissent de longue date, lorsque leurs enfants se marient en 1611 (cf. ci-dessous).
Le tombeau du duc et de la duchesse de La Vieuville, sculpté par Gilles Guérin, est visible au Musée du Louvre. Ils ont tous deux été inhumés dans la chapelle Saint-François de Sales de l'église du couvent des Minimes de la place Royale à Paris. La duchesse traita par marché avec le sculpteur Gilles Guérin le 1er mars 1658 pour la réalisation de cette vaste sculpture en marbre blanc de carrare, soit cinq ans après la mort du surintendant. Le travail de l'élève de Charles Le Brun ne sera achevé qu'après la mort de la duchesse. De même, elle fit élever en 1657, en la mémoire de son défunt époux, une chapelle dans l'église d'Olonne, dont elle avait acquis la seigneurie en souvenir des siens à André Bouhier de Beaumarchais le 16 mai 1644.

## Armes
Bouhier : d'azur au chevron d'or, accompagné en chef d'un croissant d'argent et en pointe d'une tête de bœuf d'or.
| Figure | Blasonnement |
|        | Armes de la famille de La Vieuville Fascé d'or et d'azur de huit pièces, à trois annelets de gueules brochant sur les deux premières fasces., |
|        | Armes du duc de La Vieuville (duché-pairie érigé en 1651), Ecartelé, II et IV, d'argent à sept feuilles de houx aboutées 3, 3, 1 ; II et III, fascé d'or et d'azur, de huit pièces, à trois annelets de gueules, rangés en chef brochant sur les deux premières fasces (de La Vieuville). |
|        | Fer de Reliure du Duc Charles Ier de La Vieuville. La Vieuville (moderne) : écusson écartelé aux 1 et 4, fascés d'or et d'azur de huit pièces, à trois annelets de gueules brochants sur la première et la deuxième fasce ; aux 2 et 3, d'hermines, au chef endenté de gueules (d'O), sur le tout, d'argent à sept feuilles de houx d'azur posées 3, 3 et 1 (La vieuville ancien). L'écu est entouré des colliers des ordres royaux, il est soutenu par deux sauvages velus, une massue sur l'épaule ; il est sommé d'une large couronne de marquis que surmonte un énorme casque avec ses lambrequins et une hure de sanglier pour cimier. |

## Sources
- Père Anselme, Histoire généalogique et chronologique de la maison royale de France, t. VIII, 3e éd., Paris, Compagnie des Libraires associés, 1733.